# Tuxiang
Tuxiang (kinesiska: 吐祥) är en köping i sydvästra Kina. Den ligger i Fengjie härad i storstadsområdet Chongqing,  omkring 280 kilometer nordost om det centrala stadsdistriktet Yuzhong. Antalet invånare är 41 011. Befolkningen består av 20 236 kvinnor och 20 775 män. Barn under 15 år utgör 21,0 %, vuxna 15-64 år 66 %, och äldre över 65 år 11,0 %.